# 北杜市民バス
北杜市民バス（ほくとしみんバス）は山梨県北杜市を運行するコミュニティバスである。

## 概要

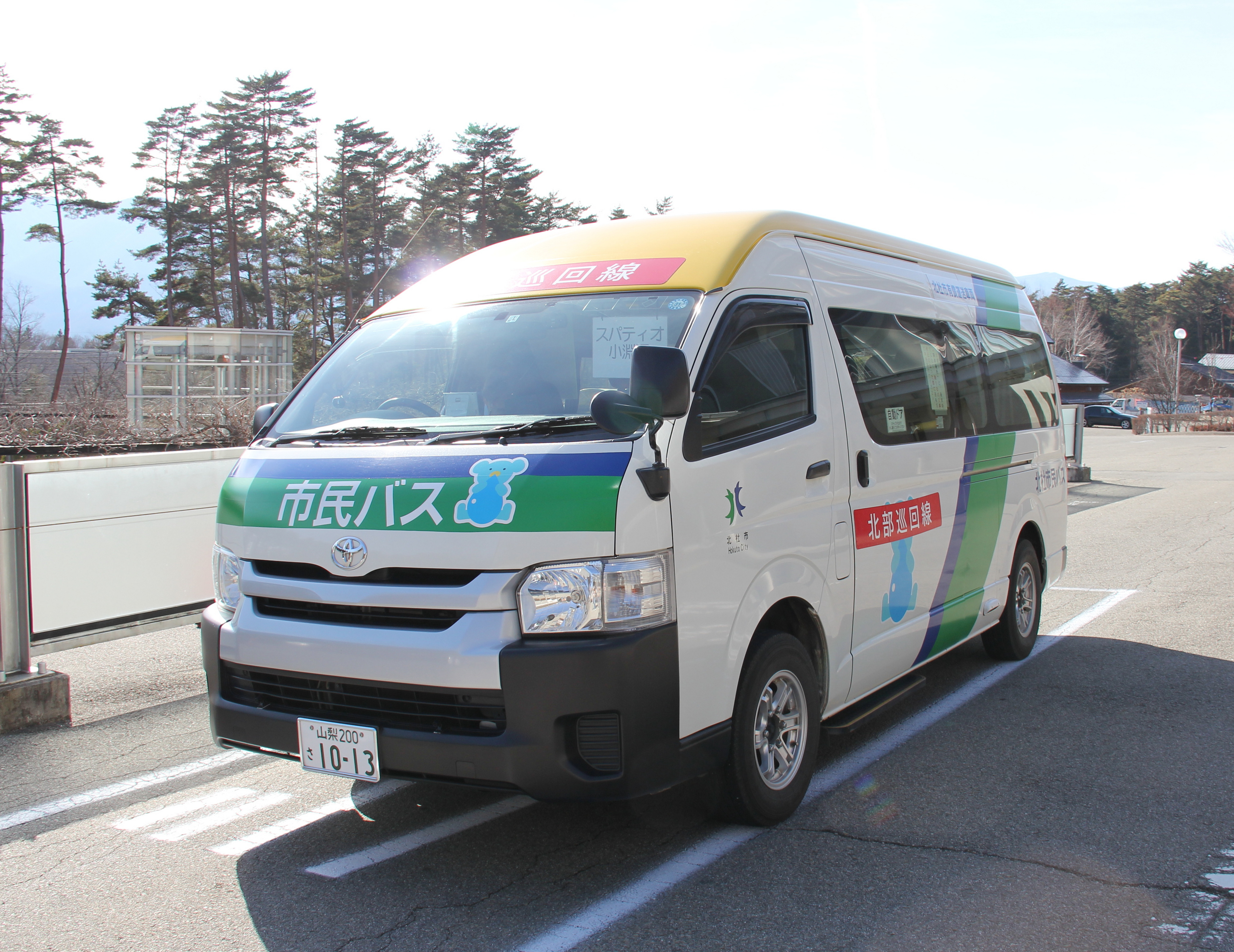
北部巡回線を走る車両（スパティオ小淵沢にて2019年3月9日撮影）

北杜市は元々8町村が合併して誕生した自治体であり、市街地・中心となる駅や施設が分散しているためいくつもの路線が開設している。
以前は路線バスと巡回線からなる運行体制であったが2020年4月1日に路線が再編された。
現在では幹線と支線からなる運行体制となっており、それぞれ運賃系統が異なる。幹線は朝夕のみ運行する通学・通勤便とそれ以外の日中に運行する通院・買い物便に分かれて運行されており、それぞれ停車する停留所が異なっていたり短縮運行されている
。また支線の一部はデマンドバスでの運行となっている。幹線は通学・通勤便の白州～日野春線を除き全路線が、支線はデマンド型以外の全路線が自家用ナンバーによる市町村運営有償運送である。
デマンドバスはお出かけ便とお帰り便に分かれている。お出かけ便は利用者の最寄りにあるバス停留所から乗車して、設定されている目的地一覧の中から自由に目的地を選ぶことができる。お帰り便は目的地の施設から利用者の自宅周辺まで送り届ける。どちらを利用する際も前日までに予約が必要となる。

## 現行路線
現在運行している路線の主な停留所と運行日は以下の通り（2021年4月1日現在）。

### 幹線(通院・買い物便)
南循環線
愛称はイエローライン。通常は全便0号車で運行される。長坂駅と高根町・須玉町を巡回し結ぶ。
- 長坂駅 - 甲陽病院 - 五町田西町（きららシティ東） - 高根総合支所 - 百観音 - 北杜市役所 - 日野春駅 - 長坂駅

東西線
愛称はレッドライン。通常は全便1号車で運行される。小淵沢駅-長坂駅間は主に七里岩ラインを走行する。そのため小淵沢長坂間の所要時間は後述の北線よりも約10分ほど短い。
- 小淵沢駅 - 篠尾郵便局前 - 長坂駅 - 甲陽病院 - 五町田西町（きららシティ東） - 高根総合支所

北線
愛称はブルーライン。通常は全便2号車で運行される。この路線は県道608号長沢小淵沢線で大泉中心部と下井出を経由し県道28号北杜八ヶ岳高原線で五町田西町を経て長坂駅へ至る。
- スパティオ小淵沢 - 小淵沢駅 - 下新居（ひまわり市場前） - 五町田西町（きららシティ東） - 甲陽病院 - 長坂駅

西線
愛称はグリーンライン。通常は全便3号車で運行される。日野春駅から県道612号横手日野春停車場線で武川町牧原、白州町横手を経由し、そこから主に県道614号駒ヶ岳公園線で道の駅はくしゅうを経由し甲州街道へと出るが台ヶ原宿のある白州町台ヶ原の市街地区間は旧甲州街道を走行する。その後県道606号台ヶ原長坂線に入り長坂駅へと至る。
- 日野春駅 - 牧原 - 横手 - 道の駅はくしゅう南 - 長坂駅

### 幹線(通学・通勤便)
南循環線
通院・買い物便の南巡回線と同じく愛称はイエローラインである。通常は全便0号車で運行され、通院・買い物便と異なる点は右回り・左回り共に北杜高校バス停を経由する
清里～長坂線
愛称はレッドライン。通常は全便1号車で運行される。通院・買い物便の東西線を小淵沢駅-長坂駅間は短縮し、高根総合支所方向を清里駅まで延長するという形になっている。1日1往復の運行であり朝が清里駅→長坂駅、夕方が長坂駅→清里駅を各1本ずつで合計1往復となっている。
- 清里駅前 - 高根総合支所 - 五町田西町（きららシティ東） - 甲陽病院 - 長坂駅

大泉～長坂線
愛称はブルーライン。通常は全便2号車で運行される。通院・買い物便の北線と同じ愛称だが小淵沢駅-大泉町間は短縮し、その代わりに大泉中心部から甲斐大泉駅・大開上まで延長され、また大泉-長坂駅間も走行するルートが北線とは異なる。1日1.5往復の運行となっており朝が大開上→長坂駅を2本、夕方が長坂駅→大開上を1本で計1.5往復となっている。
- 大開上 - 甲斐大泉駅入口 - 下新居（ひまわり市場前） - 逸見神社南 - 長坂駅

横手～日野春線
愛称はグリーンライン。通常は全便3号車で運行される。通院・買い物便の西線を横手-長坂駅間は短縮し、その代わりに横手方向を大坊上まで運行するという形になっている。1日2往復の運行となっており朝が大坊上→日野春駅を2本、夕方が日野春駅→大坊上を2本で計2往復となっている。
- 大坊上 - 横手 - 牧原 - 日野春駅

白州～日野春線
愛称はパープルライン。通常は全便4号車で運行される。唯一この路線のみ通院・買い物便から完全に独立して運行しており、充当される車両も営業用ナンバーを取得している4号車である。また上述の通りに営業用ナンバーでの一般旅客自動車運送事業となっているため山梨交通へ運行を委託している。山口スクールバス停から下教来石下の白州町教来石区間は旧甲州街道を走行し、そこから道の駅はくしゅうまでは甲州街道を通る。道の駅はくしゅうから県道614号駒ヶ岳公園線で白州中学校を経由し、同じ道を戻り甲州街道へ出る。白州町台ヶ原区間は西線と異なり甲州街道を走行するため路線は重複しない。台ヶ原区間を抜けると西線と同様に日野春駅へ向かうが、本路線は日野春駅からさらに北杜高校まで運行して終点となる。1日2往復の運行となっており朝が山口スクールバス停→日野春駅を2本、夕方が日野春駅→山口スクールバス停を2本で計2往復となっている。
- 山口スクールバス停 - 下教来石下 - 道の駅はくしゅう - 白州中学校 - 道の駅はくしゅう南 - 台ヶ原中 - 日野春駅 - 北杜高校

### 支線(明野・須玉おでかけバス)
明野・須玉おでかけバスは明野町と須玉町のみを運行する市民バスの支線であり、定時定路型バスである。そのため本項ではデマンドバスとは分けて記述する。
津金百観音線
2007年（平成19年）9月30日まで山交タウンコーチの路線であった。なお百観音で山梨交通増富温泉郷線の韮崎駅方面行きに乗り換えが可能で、また増富温泉郷方面行きから本路線への乗り換えが可能である。
- 大和公民館 - 万年橋 - 古城入口 - 百観音 - 塩川病院 - 北杜市役所 - オギノ須玉店

明野ひまわり線
明野総合支所前で山梨交通仁田平線韮崎駅方面行きに乗り換えが可能で、また仁田平方面行きから本路線への乗り換えが可能である。
- 北杜市役所 - 明野総合支所前 - クララ館（太陽館） - 明野総合支所前 - 辺見診療所入口 - 北杜市役所 - 塩川病院

黒森江草線
穂足郵便局前で山梨交通増富温泉郷線の韮崎駅方面行きに乗り換えが可能で、また増富温泉郷方面行きから本路線への乗り換えが可能である。
- 黒森上 - 神戸上 - 塩川 - 大渡 - 仁田平 - 塩川病院 - 穂足郵便局前 - 北杜市役所 - オギノ須玉店

若神子新町境之澤線
- 若神子新町 - 境之澤 - オギノ須玉店 - 北杜市役所 - 穂足郵便局前 - 塩川病院 - 百観音 - 古城入口

### 支線(デマンドバス)
高根・長坂・大泉デマンドバス
目的地は一次予約目的地と二次予約目的地に分かれており、一次予約目的地は利用日の2週間前から前日13時まで、二次予約目的地は前日のみで13時までとなっている。また利用は一次予約目的地の利用者が優先となっており、もし一次予約のみで定員に達した場合は二次予約の受付をしない。一次予約目的地は主に県道32号長坂高根線周辺と大泉町中心部と清里駅南側市街地であり、二次予約目的地は清里駅・清里郵便局と甲斐小泉駅周辺と甲斐大泉駅周辺となっている。また他の市民バス路線やJR中央本線との乗り継ぎスポットとして長坂駅が指定されており、乗り継ぎスポットでの乗り換えに利便性が図られている。
小淵沢デマンドバス
目的地は高根・長坂・大泉デマンドバスとは異なりすべての目的地が2週間前から前日13時まで予約可能なためどの目的地も平等に利用可能となっている。目的地は小淵沢町内のみとなっており、北部の大東豊地区から南部の下笹尾地区まで利用可能となっている。乗り継ぎスポットは小淵沢駅とスパティオ小淵沢が指定されており、小淵沢駅ではJR中央本線と市民バス北線・東西線に、スパティオ小淵沢では市民バス東西線と富士見町デマンド交通すずらん号にそれぞれ乗り継ぎが可能となっている。なお、小淵沢駅ではJR小海線にも乗り継ぎが可能ではあるが乗継案内はされていない。すずらん号へ乗り継ぐ場合は別途富士見町商工会に電話で利用者登録をしたうえで、北杜市民バスのデマンドバスを予約する際にすずらん号へ乗り継ぐことを伝える必要がある。
白州・武川デマンドバス
白州町エリアと武川町エリアでそれぞれ異なった便で運行されているが、目的地は白州町・武川町どちらを選択することも可能である。こちらも小淵沢デマンドバスと同様どの目的地でも平等に利用可能である乗り継ぎスポットは日野春駅と牧原バス停と道の駅はくしゅうが指定されており、日野春駅ではJR中央本線に、牧原バス停と道の駅はくしゅうでは市民バス西線と山梨交通下教来石線に乗り継ぎが可能となっている。

## 過去路線
同一名称のままルートを大幅に変更していたため本項目では路線を分けて記載している。(旧)と書かれている路線から無印の路線へとルートが改正されている。
太字は他路線と接続している停留所

### 巡回路線
北部巡回線
- 左回り：スパティオ小淵沢 - 小淵沢駅 - 小淵沢総合支所前 - 篠尾郵便局前 - 中島公民館 - 蕪 - 清春芸術村 - 長坂駅 - 甲陽病院前 - きららシティ - 下井手 - 大泉総合支所 - ひまわり市場前 - 白井沢 - 大井ヶ森 - 篠原公民館 - スパティオ小淵沢
- 右回り：スパティオ小淵沢 - 篠原公民館 - 大井ヶ森  白井沢 - ひまわり市場前 - 大泉総合支所 - 下井手 - きららシティ - 甲陽病院前 - 長坂駅 - 清春芸術村 - 蕪 - 中島公民館 - 篠尾郵便局前 - 小淵沢総合支所前 - 小淵沢駅 - スパティオ小淵沢

明野巡回線
- 浅尾神田 - 下神取公民館 - 北組 - 明野総合支所 - 谷井 - 辺見 - 中込 - 明野ふるさと太陽館 - 明野総合支所 - 北杜市役所 - 塩川病院前 - 明野総合支所 - 辺見診療所 - 西村 - 小笠原スポーツ広場 - 正楽寺公民館 - 明野ふるさと太陽館 - 明野総合支所 - 北杜市役所 - 塩川病院前 - 明野総合支所

月・木曜日運行
（旧）明野巡回線
- Aルート（西村線）：明野総合支所 - 辺見 - 西村
- Bルート（北組線）：明野総合支所 - 谷井 - 北組
- Cルート（下神取線）：明野総合支所 - 浅尾新田 - 下神取

Aルートは金・日曜日、Bルートは水・土曜日、Cルートは月・木曜日運転。
須玉巡回線
- 宮平公民館前 - 仁田平集荷所前 - 須玉総合支所入口 - 塩川病院 - 北杜市役所 - 境之澤 - 日野春駅 - 若神子下和田 - 健康ランド須玉 - 須玉総合支所入口 - 塩川病院 - 北杜市役所

火・金曜日運行
（旧）須玉巡回線
- Aルート（新沢和線）：健康ランド須玉 - 市立塩川病院 - 須玉総合支所入口 - 北杜市役所 - 若神子下和田 - 須玉総合支所入口
- Bルート（岩下線）：健康ランド須玉 - 北杜市役所 - 市立塩川病院 - 仁田平集荷所前 - 宮平公民館前

市立塩川病院で南部巡回線と接続。
土休日運休。
小淵沢巡回線
- Aルート：スパティオ小淵沢 - 道の駅こぶちさわ - 女取公民館 - 神田北 - 小淵沢総合支所前 - 小淵沢駅 - 道の駅こぶちさわ - スパティオ小淵沢 - 道の駅こぶちさわ - 岩窪北 - 下久保 - 城山公園 - 小淵沢総合支所前 - 小淵沢駅 - 道の駅こぶちさわ - スパティオ小淵沢

水・土曜日運行
- Bルート：スパティオ小淵沢 - 道の駅こぶちさわ - 小淵沢駅 - 小淵沢総合支所前 - 神田北 - 女取公民館 - 道の駅こぶちさわ - スパティオ小淵沢 - 小淵沢駅 - 小淵沢総合支所前 - 城山公園 - 大久保 - 岩窪北 - 道の駅こぶちさわ - スパティオ小淵沢

水・土曜日運行
（旧）小淵沢巡回線
- Aルート：スパティオ小淵沢 - 道の駅こぶちさわ - 小淵沢総合支所前 - 郷土資料館 - （小淵沢駅）駅前商店街北 - スパティオ小淵沢 - 城山公園 - 郷土資料館 - （小淵沢駅）駅前商店街北 - スパティオ小淵沢
- Bルート：スパティオ小淵沢 - （小淵沢駅）駅前商店街北 - 小淵沢総合支所前 - 道の駅こぶちさわ - スパティオ小淵沢 - （小淵沢駅）駅前商店街北 - 城山公園 - 郷土資料館 - スパティオ小淵沢

2010年10月1日 - 運休
武川巡回線
- むかわの湯 - 武川総合支所 - 柳沢中 - フレンドパークむかわ - 神代公園 - 宮脇公民館 - 牧原中 - 牧の原 -  武川総合支所 - 牧の原 - むかわの湯

むかわの湯で横手・日野春線と接続。
月・水・金曜日運行
（旧）武川巡回線
- むかわの湯 - 武川総合支所 - フレンドパークむかわ - 武川総合支所 - むかわの湯 - 宮脇公民館 - 武川総合支所 - むかわの湯

むかわの湯で横手・日野春線と接続。

### 一般路線
小泉・長坂線
- 泉郷 - 甲斐小泉駅 - ひまわり市場前 - 大芦 - 大久保 - きららシティ前 - 甲陽病院前 - 長坂駅

大坊・白須・大武川線
- 通常便： 大坊上 - 横手 - 名水公園べるが - 道の駅はくしゅう南 - 台ヶ原中 - 白州診療所 - 前沢 - 松原上 - 山口スクールバス停 - 大武川公民館

火・木・土曜日運行
- 北杜高校便： 山口スクールバス停 - 松原上 - 前沢 - 道の駅はくしゅう - 台ヶ原中 - 日野春駅 - 北杜高校

小淵沢・長坂線

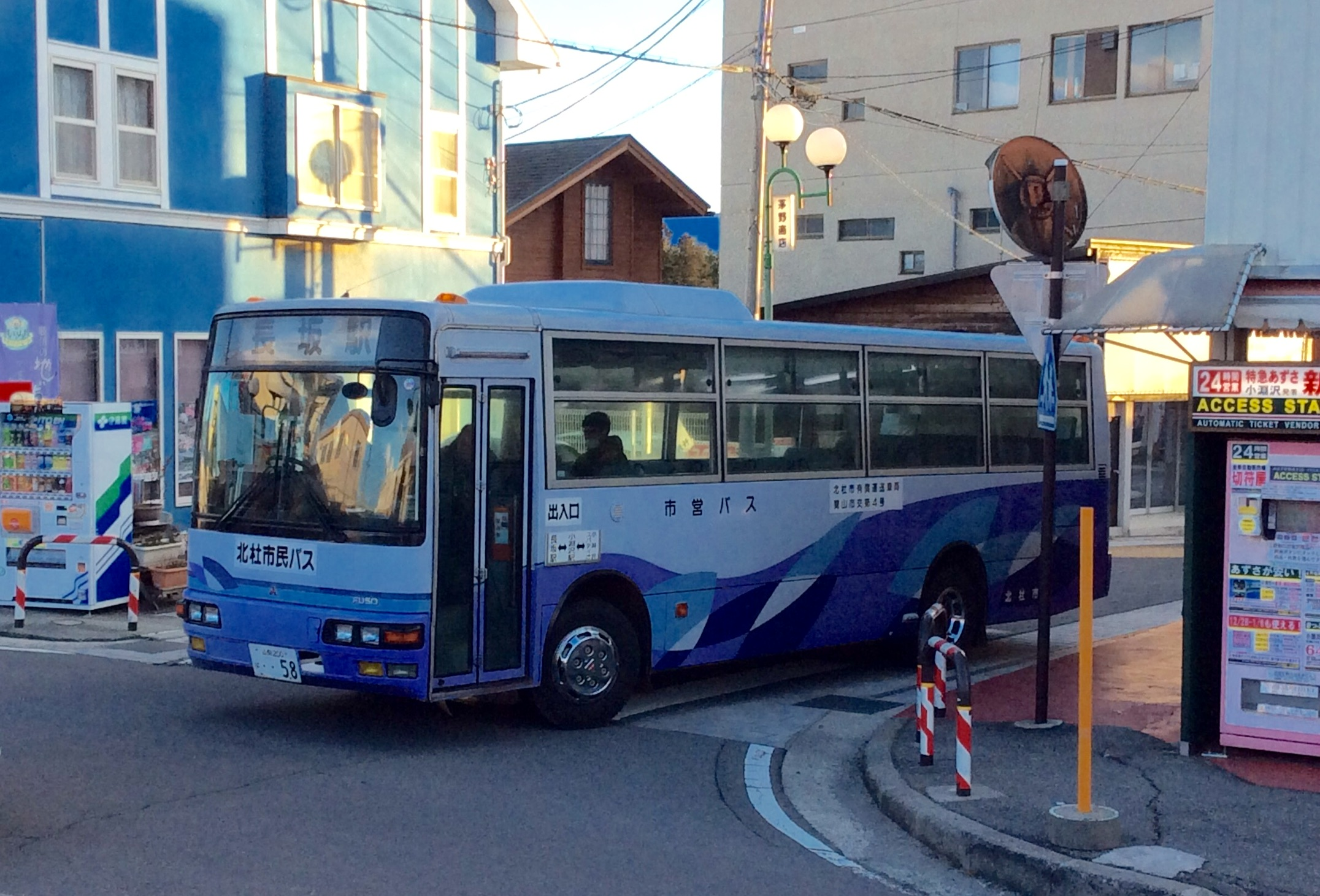
小淵沢・長坂線を走る車両（小淵沢駅前にて2015年12月31日撮影）

- スパティオ小淵沢 - 道の駅こぶちさわ - 小淵沢駅 - 中島公民館 - 清春芸術村 - 長坂駅 - 甲陽病院前 - 長坂駅

大幅に路線延長し北部巡回線として運行(現在は廃止)。
（旧）小泉・長坂線
- 甲斐小泉駅 - 大井ヶ森 - 旧JA小泉支所 - スポーツ公園前 - 長坂公園 - 長坂駅 - 甲陽病院前

（旧）大泉・長坂線
- 通常便： 大開上 - 大泉駅・甲斐大泉温泉 - 若林 - 大泉総合支所 - 泉温泉 - 竹原 - 長坂公園 - 長坂駅
- 通常便： 大開上 - 大泉駅・甲斐大泉温泉 - 若林 - 大泉総合支所 - 泉温泉 - 竹原 - 下井出 - 甲陽病院前 - 長坂駅
- 通常便： 大開上 → 大泉駅・甲斐大泉温泉 → 若林 → 大泉総合支所 → 泉温泉 → 竹原 → 下井出 → 大泉総合支所 → 泉温泉 → 竹原 → 長坂公園 → 長坂駅 → 甲陽病院前 → 五町田西町
- 通常便： 大開上 ← 大泉駅・甲斐大泉温泉 ← 若林 ← 大泉総合支所 ← 泉温泉 ← 竹原 ← 下井出 ← 大泉総合支所 ← 泉温泉 ← 竹原 ← 下井出 ← 甲陽病院前 ← 長坂駅
- 北杜高校便： 大泉駅・甲斐大泉温泉 - 若林 - 大泉総合支所 - 下井出 - 竹原 - 長坂公園 - 長坂駅 - 北杜高校
- 北杜高校便： 若林 - 大泉総合支所 - 旧JA小泉支所 - スポーツ公園前 - 長坂公園 - 長坂駅 - 北杜高校

（旧）南部巡回線
- 左回り： 百観音 → 高根総合支所前 → 甲陽病院前 → 長坂駅 → 北杜高校 → 日野春駅 → 百観音 → 北杜市役所入口 → 明野総合支所 → 韮崎駅 → ライフガーデンにらさき
- 右回り： 明野総合支所[10] ← 百観音 ← 高根総合支所前 ← 甲陽病院前 ← 長坂駅 ← 北杜高校 ← 日野春駅 ← 百観音 ← 北杜市役所入口 ← 明野総合支所[10] ← 韮崎駅 ← ライフガーデンにらさき
- 右回り： 長坂駅 ← 高根総合支所前 ← 百観音 ← 北杜市役所入口 ← 明野総合支所 ← 韮崎駅

運行は山梨峡北交通へ委託。
高根総合支所前で一部路線が清里・長坂線と接続。
日野春駅で一部路線が横手・日野春線と接続。

## 料金

### 幹線
- 1乗車200円(高校生以下、障がい者及び介護人は100円)。
- 北杜市民バス回数券も使用可能となっている。
- 定期券と同様のものとして幹線パスポート乗車券も販売している。これは幹線のみしか使えず支線では利用できない[1]。

### 支線(明野・須玉おでかけバス)
ゾーン制となっており、黒森江草線・孫女橋バス停でゾーンが切り替わる。つまり黒森江草線孫女橋バス停より北側ゾーンと津金百観音線・明野ひまわり線・若神子新町境之澤線・黒森江草線孫女橋バス停より南側ゾーンといった形である。
- ゾーン内1乗車200円(高校生以下、障がい者及び介護人は100円)。
- ゾーン跨ぎ1乗車400円(高校生以下、障がい者及び介護人は200円)。
- 北杜市民バス回数券も使用可能となっている。
- 定期券と同様のものとして明野・須玉おでかけバスのパスポート乗車券も販売している。これは明野・須玉おでかけバスのみしか使えず幹線やデマンドバスでは利用できない[5]。

### 支線(デマンドバス)
- 1乗車300円(高校生以下、障がい者及び介護人は100円)。
- 北杜市民バス回数券も使用可能となっている。
- パスポート乗車券の設定は無い[3]。